# Prestea
Prestea är en ort i Ghana.   Den ligger i regionen Västra regionen, i den södra delen av landet, 220 km väster om huvudstaden Accra. Prestea ligger 59 meter över havet och antalet invånare är 35 155.
Terrängen runt Prestea är platt. Runt Prestea är det ganska tätbefolkat, med 96 invånare per kvadratkilometer. Det finns inga andra samhällen i närheten. I omgivningarna runt Prestea växer i huvudsak städsegrön lövskog.